# Holoarctia cervini
Holoarctia cervini is een vlinder uit de familie van de spinneruilen (Erebidae), onderfamilie beervlinders (Arctiinae). De wetenschappelijke naam van de 
soort is voor het eerst geldig gepubliceerd in 1864 door Fallou.
Deze nachtvlinder komt voor in Europa.